# Pedro Luís Correia e Castro
Pedro Luís Correia e Castro (Vassouras, 17 de setembro de 1881 — Itararé, 16 de novembro de 1953) foi um político brasileiro.
Foi ministro da Fazenda no Governo Eurico Dutra, de 22 de outubro de 1946 a 10 de junho de 1949. Neste período assumiram o ministério interinamente: Oscar Santa Maria Pereira, de 17 a 24 de janeiro de 1947, José Vieira Machado, de 15 de setembro a 21 de novembro de 1947 e Ovídio Xavier de Abreu ,de 27 de setembro a 5 de novembro de 1948.